# Кориліс золотолобий
Кори́ліс золотолобий (Loriculus aurantiifrons) — вид папугоподібних птахів родини Psittaculidae. Мешкає на Новій Гвінеї та на сісідніх островах.

## Опис
Довжина птаха становить 10 см, вага 14-16 г. Забарвлення переважно зелене, горло червоне, нижня частина спини і верхні покривні пера хвоста червоні, боки жовтуваті. Лоб і обличчя у самців золотисто-жовті, у самиць блакитнуваті. Щоки у самиць також блакитнуваті.

## Підвиди
Виділяють два підвиди:
- L. a. aurantiifrons (Sparrman, 1787) — острів Місоол;
- L. a. meeki Deignan, 1956 — Нова Гвінея, острови Вайгео, Фергюссон і Каркар.

Кориліс бісмарцький раніше вважався підвидом золотолобого кориліса.

## Поширення і екологія
Золотолобі кориліси живуть у вологих рівнинних тропічних лісах Нової Гвінеї. Зустрічаються на висоті до 300 м над рівнем моря.